# استنلی استانیار
استنلی استانیار (انگلیسی: Stanley Stanyar; ۲۹ دسامبر ۱۹۰۵ – ۵ ژوئن ۱۹۸۳) قایقران روئینگ اهل کانادا بود.